# 村上虹郎
村上 虹郎（むらかみ にじろう、1997年3月17日 - ）は、日本の俳優。
東京都出身。ディケイド所属。
父は俳優の村上淳、母は歌手のUA。

## 人物
2006年（当時9歳）の両親の離婚後は、母・UAのもとで育つ。シュタイナー学園の初等部・中等部に通い、中学生の頃に母UAとともに沖縄に移住後、高校はカナダのモントリオールに留学していた。

## 来歴
2014年7月26日、映画『2つ目の窓』で映画初出演で主演を務める。同作品にて、第29回高崎映画祭・最優秀新人男優賞を受賞。
2015年、2月22日から3月22日放送の連続ドラマ『天使のナイフ』（WOWOW）に出演し、テレビドラマ初出演。同年9月21日、スペシャルドラマ『あの日見た花の名前を僕達はまだ知らない。』（フジテレビ）に出演し、でテレビドラマ初主演。同年12月5日から27日、『書を捨てよ町へ出よう』で舞台初出演で主演を務める。
2016年、寺尾聰主演7月期日曜劇場『仰げば尊し』（TBS）に出演し、民放ゴールデンタイム連続ドラマに初出演。
2017年、7月期ドラマ25『デッドストック〜未知への挑戦〜』（テレビ東京）に出演し、連続ドラマ初主演。同年、10月期ノイタミナ『いぬやしき』（フジテレビ）で声優に初挑戦し、テレビアニメに初出演で主演を務めた。
2021年、下半期連続テレビ小説『カムカムエヴリバディ』（NHK）に出演し、NHK朝ドラ初出演。
2023年、3月15日、所属事務所は公式サイトで出演予定だった舞台の降板と休養を発表した。

## 出演

### 映画
- 2つ目の窓[注 1]（2014年7月26日公開、監督・河瀨直美） - 主演・界人 役
- 神さまの言うとおり（2014年11月16日公開、監督・三池崇史） - 吉川晴彦 役
- 忘れないと誓ったぼくがいた（2015年3月28日公開、監督・堀江慶） - 主演・葉山タカシ 役[11]
- さようなら（2015年11月21日公開、監督・深田晃司） - 山下 役
- ディストラクション・ベイビーズ（2016年5月21日公開、監督・真利子哲也） - 芦原将太 役[12]
- 夏美のホタル（2016年6月11日公開、監督・廣木隆一）- 公英 役
- 黒い暴動♥（2016年7月30日公開、監督・宇賀那健一）
- 武曲 MUKOKU（2017年6月3日公開、監督・熊切和嘉） - 羽田融 役[13]
- 二度めの夏、二度と会えない君（2017年9月1日公開、監督・中西健二） - 主演・篠原智 役[14]
- ナミヤ雑貨店の奇蹟（2017年9月23日公開、監督・廣木隆一） - 小林翔太 役
- AMY SAID エイミー・セッド（2017年9月30日公開、監督・村本大志） - 長谷部瞬也 役
- 犬ヶ島（2018年5月25日公開、監督・ウェス・アンダーソン） - ヒロシ編集員 役 ※声の出演
- ハナレイ・ベイ（2018年10月19日公開、監督：松永大司）- 高橋 役
- 銃（2018年11月17日公開、監督・武正晴） - 主演・西川トオル 役[15]
- チワワちゃん（2019年1月18日公開、監督・二宮健） - ナガイ 役[16]
- ある船頭の話（2019年9月13日公開、監督・オダギリジョー） - 源三 役[17]
- 楽園（2019年10月18日公開、監督・瀬々敬久）- 野上広呂 役[18]
- "隠れビッチ"やってました。（2019年12月6日公開、監督・三木康一郎） - 小島晃 役[19]
- ソワレ（2020年8月28日公開、監督・外山文治） 主演・岩松翔太 役
- 佐々木、イン、マイマイン（2020年11月27日公開、監督・内山拓也） - 須藤 役
- るろうに剣心 最終章 The Beginning（2021年6月4日公開、監督・大友啓史）- 沖田総司 役[20]
- 孤狼の血 LEVEL2（2021年8月20日公開、監督・白石和彌） - 近田幸太 役[21]
- 燃えよ剣（2021年10月15日公開[22]、監督・原田眞人） - 岡田以蔵 役[23]
- プリテンダーズ（2021年10月16日公開、熊坂出監督） - 世界 役
- バスカヴィル家の犬 シャーロック劇場版（2022年6月17日公開、監督・西谷弘） - 蓮壁千里 役[24]
- 東京リベンジャーズシリーズ（監督・英勉） - 羽宮一虎 役[25]
  - 東京リベンジャーズ2 血のハロウィン編 -運命-（2023年4月21日公開）
  - 東京リベンジャーズ2 血のハロウィン編 -決戦-（2023年6月30日公開）
- モダンかアナーキー（2023年7月1日公開、監督・杉本大地） - 新垣 役[26]
- キリエのうた（2023年10月13日公開、監督・岩井俊二） - 風琴 役[27]
- 陰陽師0（2024年4月19日公開、監督：佐藤嗣麻子） - 橘泰家 役[28]

### 短編映画
- 映画監督 外山文治 短編作品集「春なれや」（2017年8月26日公開、監督・外山文治） - 西村幹夫 役
- グリーンリボンキャンペーン「緑色音楽」（2017年10月16日公開、監督・中村佳代） - 風呂田潤 役

### 舞台
- 書を捨てよ町へ出よう（2015年12月5日 - 27日、演出・藤田貴大、東京芸術劇場）- 主演
- シブヤから遠く離れて（2016年12月9日 - 25日、演出・岩松了、Bunkamura シアターコクーン） - ナオヤ 役[29]
- りゅーとぴあプロデュース「エレクトラ」（2017年4月14日 - 23日、演出・鵜山仁、世田谷パブリックシアター等） - オレテス 役[30]
- 密やかな結晶（2018年2月2日 - 25日、演出・鄭義信、東京芸術劇場等） -　おじいさん 役 [31]
- ハムレット（2019年5月9日 - 6月11日、Bunkamura シアターコクーン / 森ノ宮ピロティホール）- フォーティンブラス 役[32]
- ミュージカル「ウエスト・サイド・ストーリー」Season2 - 主演・トニー 役（2020年2月1日 - 3月10日、IHIステージアラウンド東京） - 森崎ウィン とWキャスト[33]※2月28日 - 3月10日公演中止[34]
- 大パルコ人④愛が世界を救います（ただし屁が出ます）（2021年8月9日 - 31日、PARCO劇場、9月4日 - 12日、COOL JAPAN PARK OSAKA、9月15日 - 17日、電力ホール、作・演出：宮藤官九郎、プロデュース・制作：大人計画/パルコ）

#### 降板
- 舞台・エヴァンゲリオン ビヨンド（2023年5月6日 - 28日〈予定〉、THEATER MILANO-Za / 6月3日 - 4日〈予定〉、まつもと市民芸術館 / 10月10日 - 19日〈予定〉、森ノ宮ピロティホール、構成・演出・振付：シディ・ラルビ・シェルカウイ） - 蓮見タン 役[35]
  - 心身の不調により降板することが3月15日に発表された[9]。代役は板垣瑞生[9]。

### テレビドラマ
- 天使のナイフ（2015年2月22日 - 3月22日、WOWOW） - 丸山純（少年C） 役
- あの日見た花の名前を僕達はまだ知らない。（2015年9月21日、フジテレビ） - 主演・宿海仁太（じんたん） 役[36]
- 女性作家ミステリーズ 美しき三つの嘘 第2話「炎」（2016年1月4日、フジテレビ） - 立木尚吾 役[37]
- SHIBUYA零丁目（2016年4月、フジテレビオンデマンド・フジテレビ、全4話） - オギト 役[38]
- 植物男子ベランダー SEASON3 第4話「クレソンと弟子」（2016年5月12日、NHK BSプレミアム） - 柊研一 役[39]
- 仰げば尊し（2016年7月17日 - 9月11日、TBS） - 青島裕人 役[40]
- コールドケース～真実の扉～ 第5話「プール」（2016年11月19日、WOWOW、監督・波多野貴文） - 洞口亮 役
- デッドストック〜未知への挑戦〜（2017年7月21日 - 9月30日、テレビ東京） - 主演・常田大陸 役[41]
- ザ・ブラックカンパニー（2018年2月4日 - 3月11日、フジテレビONE TWO NEXT） - 倉田隆一 役[42]
- この世界の片隅に（2018年7月15日 - 9月16日、TBS） - 水原哲 役[43]
- レ・ミゼラブル 終わりなき旅路（2019年1月6日、フジテレビ）[44] ‐ 渡辺拓海 役
- 八つ墓村（2019年10月12日、NHK BSプレミアム） - 井川辰弥 役[45][46]
- MIU404 第6話（2020年7月31日、TBS） - 香坂義孝 役[47]
- 連続テレビ小説 カムカムエヴリバディ（2021年11月1日 - 12月22日、NHK） - 雉真勇 役[8]
- アクターズ・ショート・フィルム2「いくえにも。」（2022年2月6日、WOWOW） - 主演・修平 役[48][49]
- 夜のあぐら ～姉と弟と私～（2022年4月9日、BS松竹東急） - 雪雄 役[50]
- 未来への10カウント 第5話 - 最終話（2022年5月12日 - 6月9日、テレビ朝日） - 西条桃介 役[51][52]
- 星新一の不思議な不思議な短編ドラマ『白い服の男』（2022年6月7日、NHK BS4K・BSプレミアム）[53]
- ガリレオ 禁断の魔術（2022年9月17日、フジテレビ） - 古芝伸吾 役[54]
- オリバーな犬、 (Gosh!!) このヤロウ シーズン2（2022年9月20日 - 10月4日、NHK総合）[55]

### 配信ドラマ
- 今際の国のアリス（2020年12月10日、Netflix） - 苣屋駿太郎 役[56]
  - 今際の国のアリス シーズン2（2022年12月22日、Netflix）[57]
- 息をひそめて 第3話（2021年4月、Hulu） - 宮下心平 役[58]
- 全裸監督2（2021年6月24日 全話配信、Netflix） - 新人ディレクター 役

### テレビアニメ
- いぬやしき（2017年10月 - 12月、フジテレビ「ノイタミナ」） - 主演・獅子神皓 役[59]

### CM
- JR東日本 JR SKISKI「答えは雪に聞け。」篇（2014年 - 2015年）
- 三井住友カード「大学生・通学」篇（2014年 - 2015年）
- NTTドコモ iPhone「感情のすべて／男女・仲間」篇（2015年 - 2016年）
- レコチョク（2016年）[60]
- 大塚製薬 カロリーメイト「夢の背中」篇（2016年）[61]
- LIFULL 企業CM「LIFULLスタート 母から息子へ」篇（2017年） - CMソングをUAが担当した。[62][63]
- Spotify「今のサントラ・年末年始の実家」編（2017年）
- Zoff「夢」編（2021年）[64]
- マクドナルド「スパイシーチキンマックナゲット 黒胡椒ガーリック」（2022年1月11日 - ）

### ミュージックビデオ
- 大橋トリオ「CherryPie」「Parody」「Sally」（2015年、監督・斉藤工）
- 石崎ひゅーい 「花瓶の花」（2016年、監督・松居大悟）
- Satomimagae 「塔」(2016年、監督・井手内創)
- サニーデイ・サービス「パンチドランク・ラブソング」（2016年、監督・中村佳代）
- Vaundy 「HERO」(2022年、監督・児玉裕一)

### その他映像作品
- プロモーションビデオ 阿部和重×伊坂幸太郎 合作「キャプテンサンダーボルト」（2014年、監督・奥山由之）
- 「東アジア文化都市2016奈良市」映像交流プロジェクト作品 「RESPECT」（2016年、監督・河瀬直美）
- 文部科学省「トビタテ!留学JAPAN」キャンペーン・広報Webムービー「Dear Father」（2016年、監督・牧鉄馬）[65]
- KAMUY（2016年、監督・ショウダユキヒロ）
- LIFE！〜人生に捧げるコント〜（2016年6月23日、NHK）

## 受賞歴
- 第29回高崎映画祭・最優秀新人男優賞（2015年） - 『2つ目の窓』[6]
- 第8回TAMA映画賞（2016年）[66]
  - 最優秀新進男優賞 - 『ディストラクション・ベイビーズ』『夏美のホタル』『さようなら』
  - 特別賞 - 『ディストラクション・ベイビーズ』（キャスト一同のメンバーとして）
- 第38回ヨコハマ映画祭 最優秀新人賞（2017年） - 『ディストラクション・ベイビーズ』
- 第90回キネマ旬報ベスト・テン 新人男優賞（2017年） - 『ディストラクション・ベイビーズ』『夏美のホタル』[67]
- 第41回日本アカデミー賞 優秀助演男優賞（2018年） - 『武曲 MUKOKU』[68]
- 第31回東京国際映画祭・ジェムストーン賞（2018年） - 『銃』[69]
- 第45回日本アカデミー賞 優秀助演男優賞（2022年） - 『孤狼の血 LEVEL2』[70]